# Live for Speed

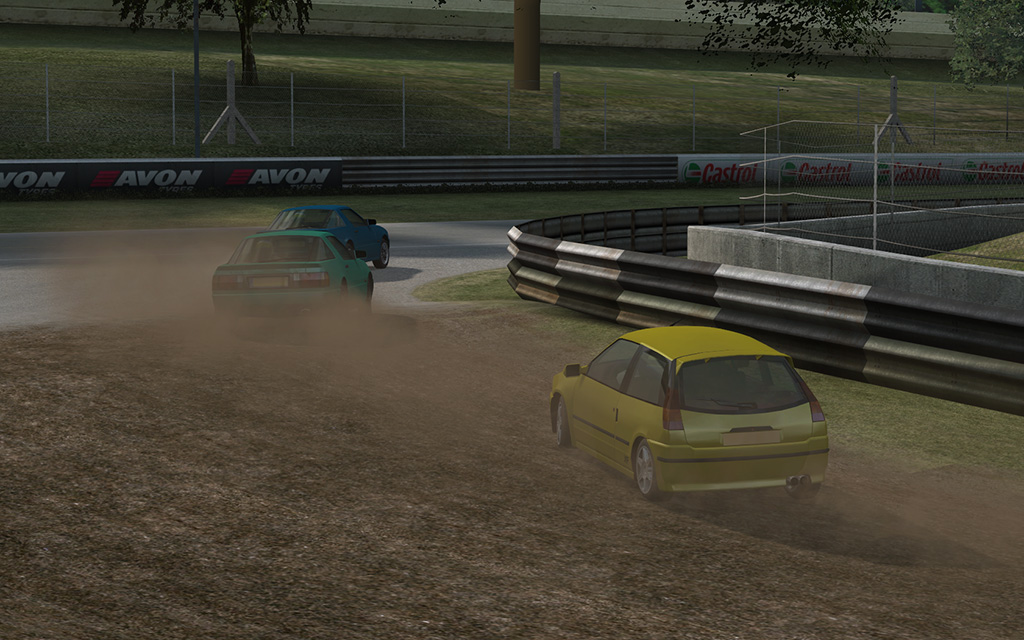
Captura de pantalla.

Live for Speed (LFS) es un simulador de conducción en línea desarrollado por Scawen Roberts, Eric Bailey, y Victor van Vlaardingen. El principal objetivo es proveer una experiencia de conducción realista en su modo multijugador en línea y en su modo de un jugador contra vehículos guiados mediante IA. Los jugadores además pueden establecer récords personales en el modo Hotlap o tomar clases de conducción especializadas. Los jugadores sobresalientes pueden ser invitados a entrar en ligas privadas o incluso participar en eventos o entrenamientos con coches de carrera reales.
LFS es distribuido a través de Internet. El juego puede ser descargado de forma gratuita desde la página oficial e instalado para ser utilizado en modo demostración, desbloquear todos los contenidos requiere la compra de una licencia que puede ser adquirida desde el sitio oficial con un precio de £18, unos 21 Euros.

## Lanzamientos
El juego está pensado para ser lanzado en tres fases, S1 (Stage 1), S2, y S3. Cada una incluye mejoras en diferentes áreas tales como, el modelado de la física, gráficos y sonido. Las mejoras técnicas presentadas en cada nueva se hacen también disponibles para las fases anteriores, con la principal diferencia de la inclusión de vehículos y circuitos adicionales, así como el número máximo de jugadores conectados a los servidores. Los dueños de cada fase pueden tener acceso a servidores de fases anteriores así como servidores Demo.

## Simulación
Entre otras cosas, el motor de física simula los neumáticos, la suspensión, la aerodinámica, la transmisión, varios tipos de caja de cambios, sobrecalentamiento del embrague, daños en la carrocería del vehículo, y daños en el motor. El modelo de simulación de los neumáticos presenta desgaste dinámico, acumulación de suciedad dinámica, planos y puntos calientes en el neumático y deformación de la estructura del neumático.

## Juego
LFS cuenta con soporte de entrada para volantes, ratones, teclados, joysticks y gamepads.
Las carreras pueden ser configuradas para finalizar tras una cierta cantidad de vueltas, o para ejecutarse durante un determinado periodo de tiempo, como en las carreras de resistencia. Se permite la carga de combustible y el cambio de neumáticos en las paradas en boxes durante la carrera, además del ajuste de la estrategia durante la parada. El límite de velocidad en la calle de boxes es de 80 km/h, al superar esta velocidad se aplican sanciones similares a las observadas en los deportes de motor de la vida real, incluyendo drive-through, stop and go, o penalizaciones de tiempo. La Parrilla de salida se puede determinar de forma aleatoria, a partir de la posición final en la carrera anterior, o de los resultados en un calificación antes de la carrera.
Se incluye un modo de Autoescuela a modo de entrenamiento para ayudar a los conductores a que se familiaricen con las características de manejabilidad de cada vehículo. Las clases cubren temas tales como curvas, aceleración y control de freno. Para aprobar cada lección, debe ser completada dentro de un determinado conjunto de objetivos. Los cuales están dispuestos en conjuntos, uno para cada coche y ordenado por dificultades.

### HUD (Información en pantalla)
A continuación se detalla toda la información que aparece en pantalla mientras se juega a LFS.
- Fotogramas por segundo.
- Chat en línea.
- Retrovisor virtual (opcional).
- Posición actual en carrera o calificación.
- Vuelta actual y número vueltas.
- Tiempo de la vuelta actual.
- Mejor vuelta.
- Tiempo del parcial anterior.
- Mapa del circuito.
- Posiciones actuales de carrera.

## Vehículos
La fase S2 cuenta con un total de 20 vehículos diferentes que van desde los más adecuados para los novatos hasta los más potentes para pilotos con más experiencia. Hay un amplio espectro de potencias, que van desde menos de 100 CV a más de 700 caballos de potencia.
A continuación se detallan todos los vehículos disponibles:
| DEMO         | S1           | S2           | S3                |
| ------------ | ------------ | ------------ | ----------------- |
| XFG - 115 CV | XRT - 247 CV | UF1 - 55 CV  | Cobertura de Mods |
| XRG - 140 CV | RB4 - 241 CV | UFR - 180 CV |                   |
| FBM - 140 CV | LX4 - 140 CV | XFR - 240 CV |                   |
|              | MRT - 64 CV  | RAC - 245 CV |                   |
|              | FXO - 234 CV | XRR - 490 CV |                   |
|              | LX6 - 190 CV | FXR - 490 CV |                   |
|              |              | FZ5 - 360 CV |                   |
|              |              | FZR - 490 CV |                   |
|              |              | FOX - 190 CV |                   |
|              |              | FO8 - 458 CV |                   |
|              |              | BF1 - 722 CV |                   |

## Circuitos
LFS tiene siete áreas diferentes con sus correspondientes circuitos, entre ellos uno basado en la zona del este de Londres, otro basado en el entorno de Jamaica y otro cerca de Kioto, Japón. Cada área tiene diferentes configuraciones de circuito, además cada una de ellas puede ser seleccionada de manera inversa. En total, hay 54 configuraciones, incluyendo tres pistas de rallycross. Además, los usuarios pueden crear sus propios diseños personalizados utilizando conos y otros objetos con el editor del juego; los dos entornos de Área de Prueba en el juego son útiles para crear amplios diseños. Todos los circuitos y pistas disponibles en el simulador son ficticios. El próximo circuito que será recreado en Live for Speed, Rockingham, será el primero que no sea ficticio.
A continuación se detallan todos los circuitos disponibles:
| DEMO      | S1         | S2         | S3            |
| --------- | ---------- | ---------- | ------------- |
| Blackwood | Fern Bay   | Aston      | Rockingham    |
|           | South City | Kyoto Ring | Layout Square |
|           | Autocross  | Westhill   |               |

## Requisitos del sistema
Mínimos
- Win98/98SE/Me/2000/XP/VISTA/Windows 7
- Memoria Ram: 128MB
- Procesador: Pentium 1.0 GHz
- DirectX 8.1
- Tarjeta de vídeo: 32MB

Recomendados
- Win98/98SE/Me/2000/XP/VISTA/Windows 7
- Memoria Ram: 512mb
- Procesador: athlon x2 2.0ghz
- DirectX 9
- Tarjeta de vídeo: 256mb

## LFSWorld (Mundo LFS)
LFS se integra con LFSWorld.net, un sitio web en tiempo real de estadísticas completas y base de datos con soporte para Skins en línea. En LFSWorld se dispone de estadísticas en línea de todos los pilotos registrados en el juego, algunas de estas estadísticas son: Distancia recorrida, gasolina consumida, vueltas dadas, servidores en línea en los que se ha entrado, carreras ganadas, Pole Positions logradas, récords personales de cada circuito, etcétera. Los usuarios pueden ver las estadísticas de otros corredores y descargar sus hotlaps (Vueltas rápidas). También se incluye una base de datos de todos los equipos oficiales en LFS. Además, existe un registro mundial oficial de los récords logrados por los pilotos registrados en LFS, donde cualquier corredor puede subir hotlaps para determinado coche y circuito. Los usuarios también pueden subir Skins personalizados para todos sus coches a la página web, desde donde son descargados automáticamente en el juego en línea para que otros jugadores puedan verlo.